# Götz Wienold
Götz Wienold (* 15. Juli 1938 in Großpostwitz, Sachsen) ist ein deutscher Schriftsteller, Linguist und Semiotiker. Er war Professor an der Universität Konstanz und an der Dokkyō-Universität in Sōka, Japan. Seit 1992 lebt er in Tokio. Seine Fachgebiete sind Typologische Semantik, Spracherwerbsforschung Japanisch und Koreanisch, Semiotik und Textlinguistik. Er schreibt Theaterstücke, Romane, Erzählungen und Essays.

## Leben
Nach dem Abitur 1957 in Dortmund studierte Wienold Anglistik, Germanistik, allgemeine und vergleichende Sprachwissenschaft und Philosophie in München (1957/58), Göttingen (1958), Berlin (FU, 1958/59) und Münster (1959/64), 1961 im Münsteraner Austauschprogramm in St. Andrews. 1964 wurde er Dr. phil., 1969 folgte die Habilitation (jeweils in Münster).
1964/66 Instructor, dann Assistant Professor an der University of Illinois at Urbana-Champaign. Von 1970 bis 1992 war Wienold ordentlicher Professor für anglistische Sprachwissenschaft in Konstanz und lebte in der Schweiz, anschließend lehrte er bis 2003 an der Dokkyō-Universität in Sōka.
1977 begann eine Beschäftigung mit Sprache, Literatur und Kultur Japans und Koreas, zahlreiche längere Aufenthalte in Japan und Südkorea schlossen sich an. 1992 siedelte er schließlich nach Tokyo über. Seit 2003 erscheinen literarische Texte.
In zahlreichen Publikationen entwickelte Wienold eine Theorie der Textverarbeitung und eine Theorie von Sprachverwendungstypen als einer generalisierten Pragmatik, insbesondere der Inschrift und des inneren Sprechens. Die Beschäftigung mit ostasiatischen und südostasiatischen Sprachen führte ihn zur typologischen Semantik:Bewegungsverben, Dimensionsausdrücke, Nominalklassifikationen.
Zeitlebens hatte er ein starkes Interesse an Literatur, das sich auch in Veröffentlichungen zur linguistischen Poetik, Erzähltheorie, Übersetzung japanischer Literatur und zu Werken verschiedener Autoren dokumentierte (u. a. Hermann Broch, Paul Celan, Thomas Mann, Volker Braun, Georg Trakl, Stefan Zweig, Franz Fühmann).
Studien- und Forschungsaufenthalte führten ihn nach Großbritannien, in die USA, nach Japan, Korea und Thailand.

## Publikationen

### Monographien
- „Genus und Semantik“ (1967),
- „Formulierungstheorie – Poetik – Strukturelle Literaturgeschichte“ (1971),
- „Semiotik der Literatur“ (1972),
- „Die Erlernbarkeit der Sprachen: Eine Einführung in den gesteuerten Zweitsprachenerwerb“ (1973),
- „Lehren und Lernen von Fremdsprachen“ (mit Frank Achtenhagen u. a., 2 Bde., 1975)
- „Lehrerverhalten und Lernmaterial in institutionalisierten Lehr-Lern-Prozessen – am Beispiel des Englischanfangsunterrichts“ (mit Frank Achtenhagen u. a. 1985),
- „Inschrift und Ornament oder Die Entfärbung der Objekte: Englische Inschriften in der japanischen Kultur der Gegenwart“ (1995)
- „Stille und Bewegung“. CASS-Verlag, ISBN 978-3-944751-06-1 (Essay-Sammlung, 2015)

### Wissenschaftliche Aufsätze
- „Textverarbeitung: Überlegungen zur Kategorienbildung in einer strukturellen Literaturgeschichte“, Lili: Zeitschrift für Literaturwissenschaft und Linguistik, I (1971), S. 59 89
- „Qualifikationsermittlung mit Hilfe der Linguistik“, in: Karl Frey et al. (Hrsg.), Curriculum Handbuch (München: Piper, 1975), II, S. 238 249
- „Narrative Texts and Models of Hierarchical and Sequential Structure“, in: Manfred Faust, Roland Harweg, Werner Lehfeld und Götz Wienold (Hrsg.), Allgemeine Sprachwissenschaft, Sprachtypologie und Textlinguistik: Festschrift für Peter Hartmann (Tübingen: Narr, 1983), S. 417 430
- „Zu einigen innovativen methodischen Konzepten im Fremdsprachenunterricht: Total Physical Response, Silent Way und Community Language Learning“, Englisch Amerikanische Studien VII (1985), S. 31 53
- „Time and Opportunity to learn in Foreign Language Teaching“, Bulletin of the Institute of Foreign Language Teaching, Waseda University, Tokyo 35 (1987), S. 25 46
- „Japanischsprachausbildung für Erwachsene: Projektentwicklung für integrierte verselbständigende Sprachlehr/lernsysteme für Erwachsene“, in: Workshop Computer & Sprache Universität des Saarlandes am 13./14. Oktober 1988 (Saarbrücken: Universität, 1988), S. 127 154
- „Genus und Semantik im Indoeuropäischen“, in: Jochen Martin und Renate Zoepffel (Hrsg.), Aufgaben, Rollen und Räume von Frau und Mann (Freiburg und München: Alber, 1989), S. 79 156
- „Parallele semantische Strukturen im Japanischen und Koreanischen“, in: Irmela Hijiya Kirschnereit und Jürgen Stalph (Hrsg.), Bruno Lewin zu Ehren: Festschrift aus Anlaß seines 65. Geburtstages (Bochum: Brockmeyer, 1989), S. 425 453
- „Inschriften – die Weisheit an der Wand“, in: Aleida Assmann (Hrsg.), Weisheit: Archäologie der literarischen Kommunikation III (München: Fink, 1991), S. 155 175
- „Dimensionsnomina im Japanischen. Versuch einer typologischen Erklärung“, in: Lone Takeuchi (Hrsg.), European Studies in Japanese Linguistics 1988 1990 (London: Lone Publications, 1991), S. 113 125
- „Lexical Structures Concerning Movement and Space in Some Asian Languages“, in: Pan Asiatic Linguistics: Proceedings of the Third International Symposium on Language and Linguistics, Chulalongkorn University, Bangkok, Thailand, January 8 10, 1992, vol. III [1994], S. 1222–1236
- „Inscriptions in Daily Life“, in: Annette Sabban und Christian Schmitt (Hrsg.), Der sprachliche Alltag: Linguistik - Rhetorik - Literaturwissenschaft. Festschrift für Wolf Dieter Stempel (Tübingen: Niemeyer, 1994), 635–652
- „Über den Umgang mit der Bedeutung von Literatur anhand von Gedichten von Goethe und Celan“, in: Walter A. Koch (Hrsg.), Die Welt der Lyrik (Bochum: Brockmeyer, 1994), 219–252
- „Lexical and Conceptual Structures in Expressions for Movement and Space: With Reference to Japanese, Korean, Thai, and Indonesian as compared to English and German“, in: Urs Egli, Peter Pause, Christoph Schwarze und Götz Wienold (Hrsg.) Lexical Knowledge in the Organization of Language (Amsterdam: Benjamins, 1995), 301–340
- „On Implications in Lexicalizations for Dimensional Expressions“ (mit Ulrich Rohmer), in: Keiichi Yamanaka and Toshio Oohori (eds.), The Locus of Meaning: Papers in Honor of Yoshihiko Ikegami (Tokyo: Kuroshio, 1997), 143–185
- „Deutschland, deine Reiterdenkmäler“, in: Thomas Noetzel und Andrea Gourd (Hrsg.), Zukunft der Demokratie in Deutschland: Hans Karl Rupp zum 60. Geburtstag. Leverkusen: Leske & Budrich, 2001, 47–66
- „Translation between Distant Languages: The Case of German and Japanese“ in: Harald Kittel u. a. (Hrsg.), Übersetzung Translation Traduction: Ein internationales Handbuch zur Übersetzungsforschung (Berlin: de Gruyter, 2004), 415–430
- „Tabu und Einsamkeit: Der Körper und das innere Sprechen“, in: Winfried Nöth und Anke Hertling (Hrsg.), Körper – Verkörperung – Entkörperung (Intervalle) 9. Schriften zur Kulturforschung (Kassel: Kassel University Press, 2005), 43–84
- „Deutsche Reflexivverben der Teilbewegung und ihre japanischen Entsprechungen“, in: Roland Harweg, Franz Hundsnurscher und Eijiro Iwasaki (Hrsg.), Festschrift für Shoko Kishitani zum 75. Geburtstag (Göppingen: Kümmerle, 2006), 233–257
- „Kannon-Tempel und Kannon-Statuen in Japan nach dem pazifischen Krieg. Eine semiotische Analyse“, in: Kodikas. An International Journal of Semiotics 40, 3–4 (2017), 381–397

### Belletristik und Essays
- Romane
  - „Großwahrwitz: Aus den Anfängen des neuen Deutschlands“ (Wien: Passagen, 2006),
  - „Manona: Roman einer Homophobie“ (Wien, Passagen, 2015),
  - „Unter Hagenauers“ (Wien: Passagen, 2016).
  - „Alarich Arthur Athanasius und die Söhne von Megaprazon“ (Wien: Passagen, 2020).

- Stücke
  - „Trakls Tod“ (Siegen: Carl Böschen Verlag, 2003),
  - „Die verbrannten Uniformen“ (Siegen: Carl Böschen Verlag, 2003),
  - „Xavier und die Nonne Buddhas“ (2007),
  - „Luther oder Die Vielweiberei erobert Europa“ (2009),
  - „Planet Grynszpan“ (2011),
  - „Wir Unschuldigen“ (Wien Passagen, 2013). Enthält die Stücke Die Kinder und Boxer und Rom.
  - „Sodom und Gomorrha“ (Wien Passagen, 2017),
  - „Grab des Euripides“ (Wien Passagen, 2018).
  - „Tierheim Hohntorn. Volksstück“ (Wien: Passagen, 2019)
  - „Himmlers Fischteiche“. Zwei Stücke (Wien: Passagen, 2021)
  - „Wittgenstein in Cassino – Trakls Tod“. (Wien: Passagen, 2022)
  - „Hasadeure“. – Zwei Stücke: Ein Tag aus dem deutschen Widerstand – Schule des Glücks (Wien: Passagen, 2023)

- Essays
  - „Luther und der Antisemitismus“ in: Luther oder Die Vielweiberei erobert Europa.
  - „Herschel Grynszpan – eine andere Sicht“ in: „Planet Grynszpan“
  - „Der Junge mit dem dunkeln Teint“ (Jahrbuch Sexualitäten, 2018)
  - „Friedrich Hölderlin - Dichter mann-männlicher Liebe. Eine Skizze“ (Jahrbuch Sexualitäten, 2021)
  - „Kinder und Gewehre. Ein medialer Zeichenkomplex, der engagiert“ in: Lars C. Grabbe und Tobias Held (Hrsg.): Bilder des Krieges. Darstellung und Kommunikation des Krieges im digitalen Zeitalter. Marburg, Büchner 2023. S. 100–121.

- Kleinere erzählende Texte:
  - „Glatzköpfe“ (Neues Deutschland, August 2009),
  - „Fahrten Fährten“ (Signum, Sommerheft 2010),
  - „Meine Mutter, die Spinne“ (Ort der Augen, Juni-Heft 2010),
  - „Rotlauf“ (die horen, Dezember 2010),
  - „Maus und Katze“ (Ort der Augen, Dezember 2011),
  - „Kniehosen oder Abgeschrieben ist nicht abgeschrieben“ (Signum, Winter-Heft 2015),
  - „Kohlenhandel“ (Signum, Sommer-Heft 2016),
  - „Aidan“ (Ort der Augen, Nr. 2, 2016),
  - „Der Tote im Parkett“ (Signum, Sommer-Heft 2018),
  - „Aus Elkes Tagebuch“ in: Tierheim Hohntorn (Wien: Passagen, 2019), S. 71–75,
  - „Ein Finger ins Herz“ in: San Marco Handpresse. Berichte aus der Werkstatt, November 2019, S. 43.
  - „Mutter Ehebrecherin“ in: oda. Ort der Augen 2022, 1, 28-35,
  - „Lachenmann“ in: Signum 23, 2022, 2, 30-36.
  - „Meine Mutter, die Spinne“ Erzählungen, Passagen Verlag, Wien 2024.